# Fortepiano

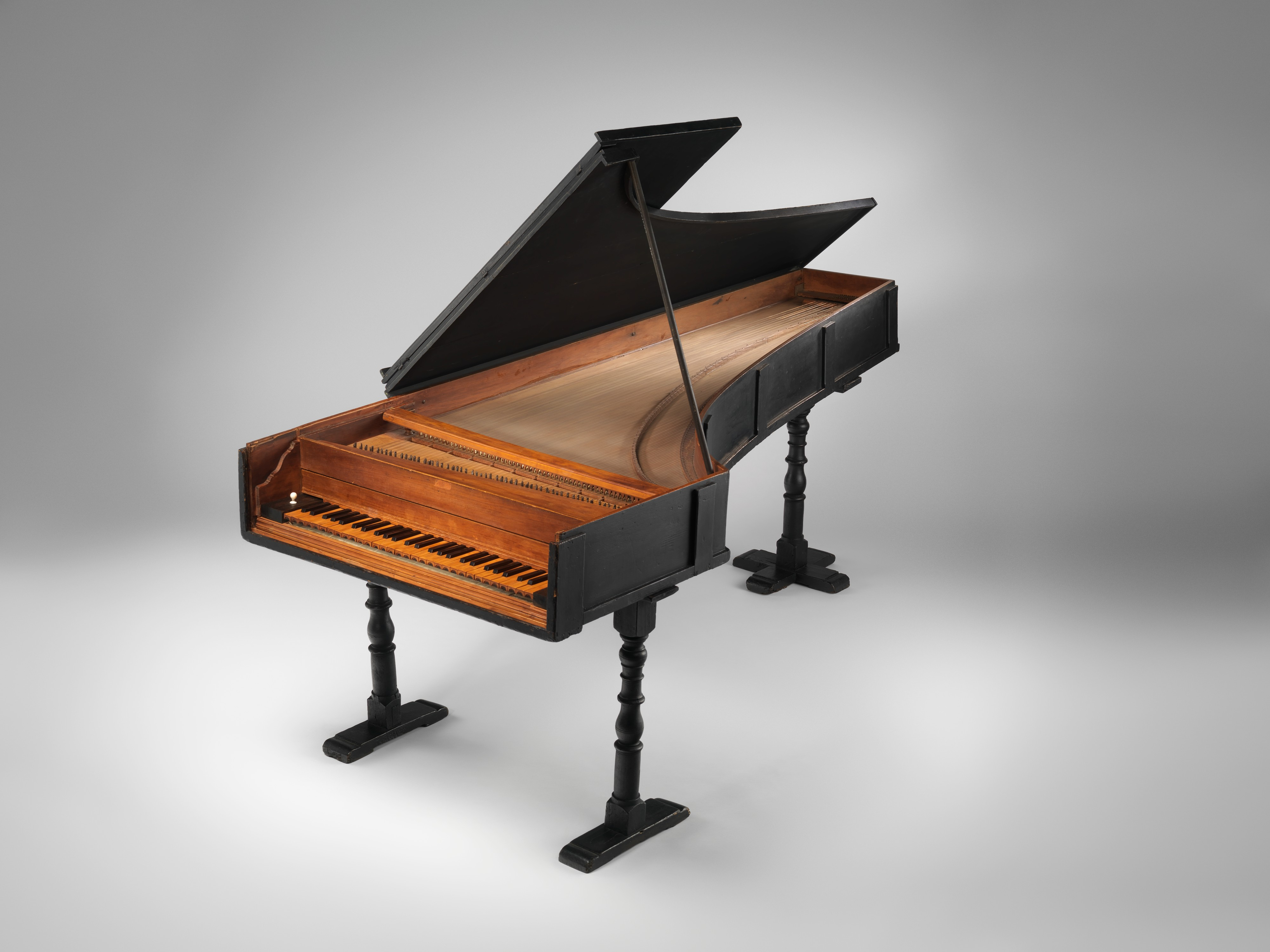
Fortepiano de Bartolomeo Cristofori, 1720

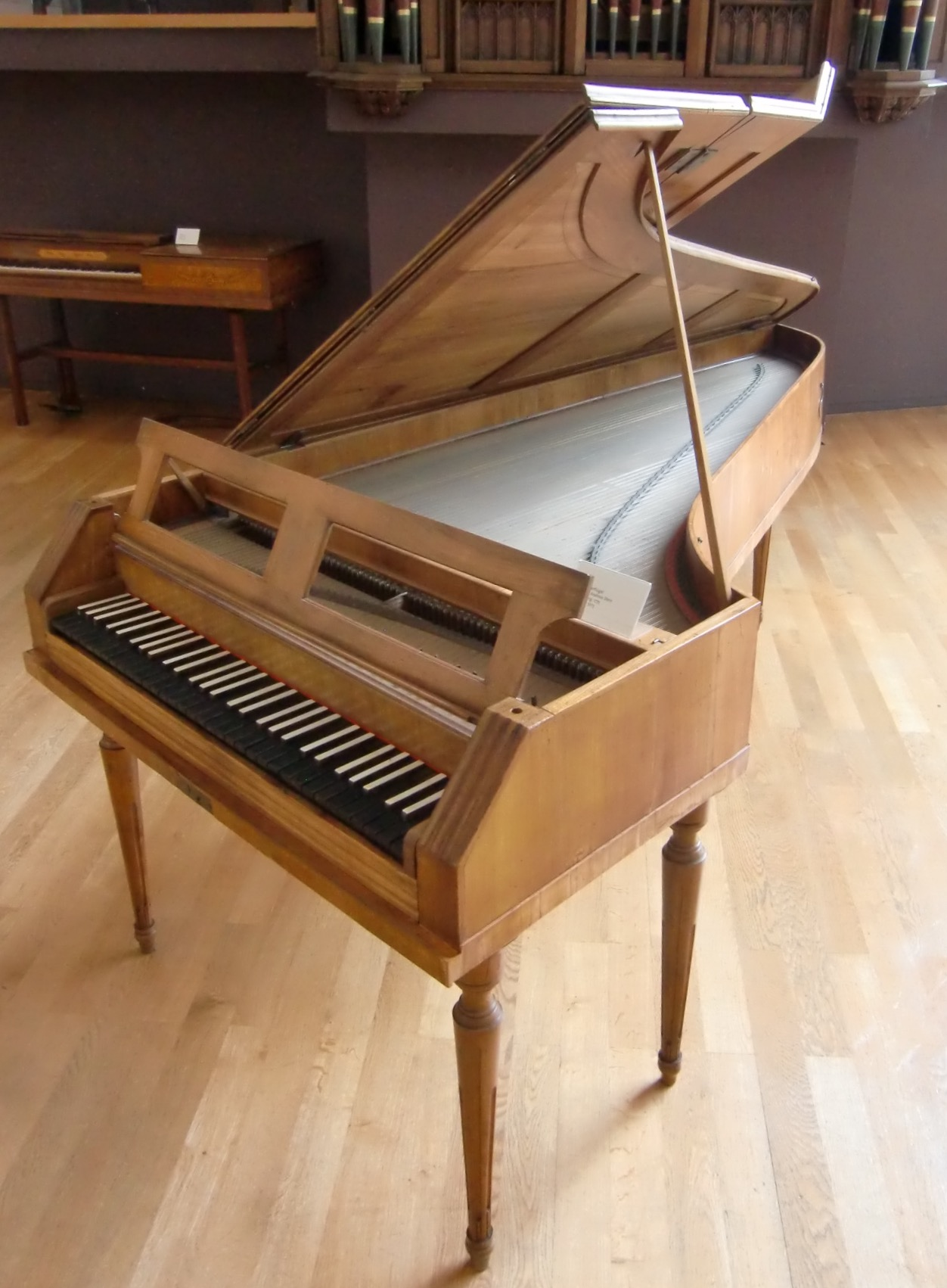
Fortepiano de Johann Andreas Stein, 1775

O fortepiano ou pianoforte é um instrumento musical de teclas, antecessor do piano atual. Foi inventado pelo fabricante de instrumentos musicais italiano Bartolomeo Cristofori por volta de 1700, e foi construído e vendido por toda a Europa até o século XIX, quando inovações técnicas levaram ao desenvolvimento do instrumento moderno.  

## História
Johann Andreas Stein foi um dos mais famosos construtores de fortepianos. Nascido em Augsburg, na Alemanha, Stein desenvolveu o chamado mecanismo de acção “vienense”, muito popular nos pianos vienenses até meados do século XIX. Anton Walter foi outro fabricante importante de pianos vienenses. O fortepiano Walter do próprio Mozart encontra-se actualmente no Museu de Mozart em Salzburgo, na Áustria. Haydn também possuía um piano Walter, e Beethoven expressou o desejo de comprar um. Conrad Graf (1782-1851) foi o fabricante de pianos mais famoso nos primeiros anos do romantismo. Foi ele quem construiu o último piano de Beethoven. Os seus instrumentos foram tocados por Chopin, Mendelssohn e Schumann. Johannes Brahms preferia os pianos de Johann Baptist Streicher. Entre os construtores de pianos ingleses encontram-se Johannes Zumpe, Robert Stodart e John Broodwood. Entre os fabricantes de pianos franceses durante a era do fortepiano encontramos os ilustres Érard, Pleyel (o fabricante favorito de Chopin) e Boisselot (o favorito de Liszt).
A partir de meados do século XIX, o fortepiano passou por um amplo desenvolvimento tecnológico com vista à sua produção por novos métodos industriais (detalhes, consulte Piano). No final do século XIX, o antigo instrumento deixa de ser fabricado. Na segunda metade do século XX, os instrumentos da época voltaram a despertar muito interesse, nomeadamente o cravo e o fortepiano. Alguns dos mais ilustres construtores de fortepiano incluídos neste reflorescimento do fortepiano no século XX foram Philip Belt, Margaret F. Hood, Christopher Clark e Paul McNulty.
O ressurgimento do fortepiano permitiu a execução de obras do século XVIII e início do século XIX nos instrumentos para os quais foram criadas, proporcionando assim uma nova visão sobre esta música. Existem cada vez mais escolas de música a iniciar estudos em fortepiano. Existem igualmente vários concursos de fortepiano, tais como a Competição MA, em Bruges (Bélgica) e o Concurso Internacional de Chopin em Instrumentos da Época, realizado pelo Instituto Frédéric Chopin, em Varsóvia (Polónia).
Vários cravistas e pianistas modernos incluindo Paul Badura-Skoda, Malcolm Bilson, Andras Schiff, Kristian Bezuidenhout, Ronald Brautigam, Alexei Lubimov, duo Katia e Marielle Labèque, Yuan Sheng, Gary Cooper, Jörg Demus, Richard Egarr, Richard Fuller, Robert Hill, Geoffrey Lancaster, Vladimir Feltsman, Robert Levin, Steven Lubin, Bart van Oort, Trevor Pinnock, Viviana Sofronitsky, Andreas Steier, Melvyn Tan, Jos van Immerseel e Olga Pashchenko ganharam destaque pelos seus recitais de fortepiano.